# Machmètre
 (septembre 2011).
Si vous disposez d'ouvrages ou d'articles de référence ou si vous connaissez des sites web de qualité traitant du thème abordé ici, merci de compléter l'article en donnant les références utiles à sa vérifiabilité et en les liant à la section « Notes et références ».

Illustration d'un machmètre indiquant une lecture de 0.83.

Un machmètre est un instrument de bord d'un aéronef servant à mesurer le nombre de Mach, rapport de la vitesse air de l'aéronef à la vitesse du son à la température ambiante. Mach 1 correspond à la vitesse du son (environ 1100 km/h à une température de -40 °C).

## Description
Le machmètre fait partie du circuit de pression statique et totale. Il est relié à une prise de pression totale (tube de Pitot) et à une prise de pression statique.   
Le nombre de Mach est élaboré mécaniquement à partir de deux capsules de Vidie : une capsule anémométrique fournit la vitesse indiquée et une capsule barométrique permet de la convertir en nombre de Mach en fonction de l'altitude, via un levier et un ensemble d'engrenages.  
Sur les avions plus modernes, il est calculé à partir des pressions statiques et totales par la centrale aérodynamique.

## Utilité
À haute altitude, la vitesse maximale d'un avion est généralement déterminée en Mach et non plus en vitesse indiquée. Le machmètre permet de ne pas dépasser le MMO (Mach maximal en opérations) et de maintenir le Mach de croisière optimisant les performances.